# Patrick Chinedu
Patrick Ike Chinedu, né le 26 avril 1984 à Benin City, au Nigeria, est un athlète naturalisé espagnol, spécialiste du sprint.
En juillet 2018, il termine deuxième des Championnats nationaux de Getafe, en 10 s 16, record personnel, même temps que le vainqueur Aitor Same Ekobo.